# 交響曲第33番 (モーツァルト)
交響曲第33番 変ロ長調 K. 319 は、ヴォルフガング・アマデウス・モーツァルトが作曲した交響曲。

## 概要
この交響曲は1779年7月9日に完成され、ザルツブルクの宮廷音楽家を務めていた最後の時期の作品の一つである。第3楽章のメヌエットのみは1782年頃、ウィーンでの演奏会で取り上げた際に追加されたとされる。
自筆譜は現在、ポーランドのクラクフにあるヤギェウォ図書館で保管されている。

## 編成
オーボエ2、ファゴット2、ホルン2、ヴァイオリン2部、ヴィオラ2部、低弦（チェロ、コントラバス）

## 構成
メヌエットを加えた版では全4楽章、演奏時間は約20分。
- 第1楽章 アレグロ・アッサイ
変ロ長調、4分の3拍子、反復を省いたソナタ形式。
- 第2楽章 アンダンテ・モデラート
変ホ長調、4分の2拍子、変則的ソナタ形式。
- 第3楽章 メヌエット
変ロ長調、4分の3拍子、三部形式。
- 第4楽章 フィナーレ：アレグロ・アッサイ
変ロ長調、4分の2拍子、ソナタ形式。